# 梭槍
梭槍或稱飛槍、飛梭槍，是出自中國南方的一種投擲用槍，如梭之擲，故名梭槍。長數尺。屬於宋代《武經總要》槍九色中的其中一種。